# 辛麺
辛麺（からめん）、宮崎辛麺（みやざきからめん）は、宮崎県延岡市発祥の麺料理（ご当地ラーメン）。真っ赤な激辛スープにコシの強い麺が特徴である。延岡観光協会では「延岡辛麺」としている。
1987年に延岡市内の居酒屋でサイドメニューとして提供されたのが始まりとされる。延岡市内に本店を構える「辛麺屋桝元」が発祥とされ、桝元では小麦粉とそば粉から作ったコシの強い麺が特徴で、コシの強さはコンニャクにも例えられる。また、桝元のものは「元祖辛麺」とも称される。
テレビ番組『秘密のケンミンSHOW』（読売テレビ）に採り上げられたことで、日本全国に知られるようになった。
明星食品からは明星チャルメラのシリーズとして、宮崎辛麺をモチーフとしたカップ麺、袋麺、汁なしカップ麺などが商品展開されている。
また辛麺スープの味付けで作られた鍋用スープ「宮崎辛麺鍋スープ」が製造販売されている。〆にはちゃんぽん麺又は中華麺を入れる。更に雑炊も〆に最適である。

## ギャラリー

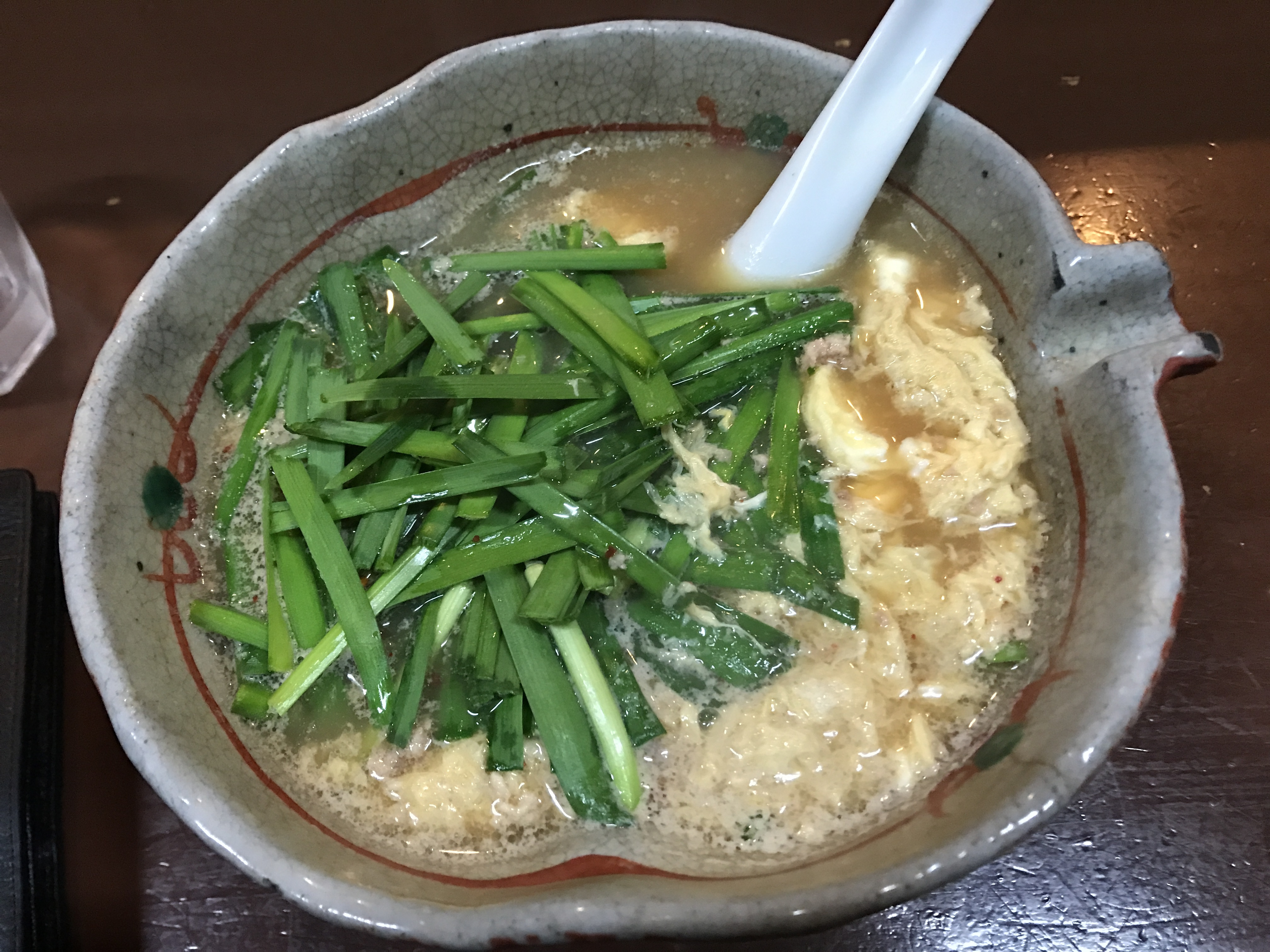
辛麺 東風屋（宮崎県）
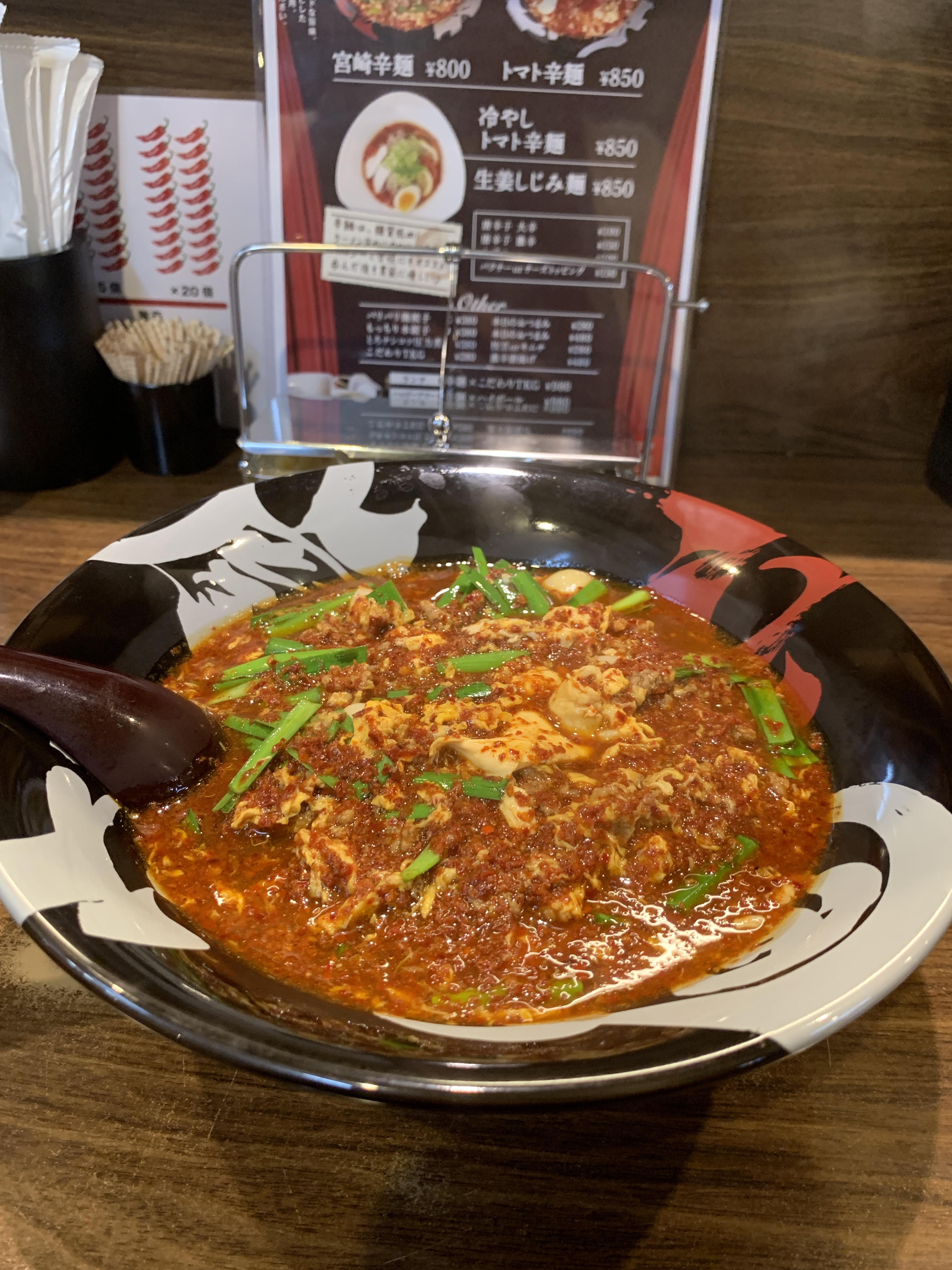
宮崎辛麺（辛さ20倍） 辛麺劇場（東京都杉並区）